# Раџив Рам
Раџив Рам (енгл. Rajeev Ram; рођен 18. марта 1984. у Денверу, САД) је амерички тенисер који наступа у конкуренцији парова. Професионално игра од 2004. године. Најбољи пласман на АТП листи остварио је 4. априла 2022. када је био на другом месту. Освојио је укупно 23 АТП титуле у дублу.
Године 2017. престао је са такмичењем у синглу, а најбољи ренкинг у овој конкуренцији је постигао 18. априла 2016. када је заузимао 56. место на АТП листи.
На Завршном првенству сезоне у Лондону дебитовао је 2016. у пару са Равеном Класеном и стигао до финала. Пет година касније поново је играо финале истог турнира, овога пута у пару са Џоом Салисберијем.
Три пута је освајао Отворено првенство Аустралије: 2019. и 2021. у конкуренцији мешовитих парова са Барбором Крејчиковом и 2020. у конкуренцији мушких парова са Џоом Салисберијем. Прва титула у мушким паровима дошла је након 58. учешћа на гренд слем турнирима, чиме је постао рекордер опен ере. До друге титуле стигао је 2021. на Отвореном првенству САД.
Такође, играо је у два финала: Отвореног првенства САД 2016. у конкуренцији мешовитих парова (са Коко Вандевеј) и Отвореног првенства Аустралије 2021. у конкуренцији мушких парова.
На Летњим олимпијским играма 2016. у Рију освојио је сребрну медаљу у мешовитим паровима са Винус Вилијамс. У финалу су поражени од још једне америчке комбинације, Џек Сок / Бетани Матек Сандс.

## Гренд слем финала

### Парови: 3 (2:1)
| Исход     | Бр. | Година | Турнир        | Подлога | Партнер      | Противници               | Резултат      |
| --------- | --- | ------ | ------------- | ------- | ------------ | ------------------------ | ------------- |
| Победник  | 1.  | 2020.  | ОП Аустралије | Тврда   | Џо Салисбери | Макс Персел Лук Савил    | 6:4, 6:2      |
| Финалиста | 1.  | 2021.  | ОП Аустралије | Тврда   | Џо Салисбери | Иван Додиг Филип Полашек | 3:6, 4:6      |
| Победник  | 2.  | 2021.  | ОП САД        | Тврда   | Џо Салисбери | Џејми Мари Бруно Соарес  | 3:6, 6:2, 6:2 |

### Мешовити парови: 3 (2:1)
| Исход     | Бр. | Година | Турнир            | Подлога | Партнерка          | Противници                  | Резултат      |
| --------- | --- | ------ | ----------------- | ------- | ------------------ | --------------------------- | ------------- |
| Финалиста | 1.  | 2016.  | ОП САД            | Тврда   | Коко Вандевеј      | Лаура Зигемунд Мате Павић   | 4:6, 4:6      |
| Победник  | 1.  | 2019.  | ОП Аустралије     | Тврда   | Барбора Крејчикова | Астра Шарма Џон-Патрик Смит | 7:6(7:3), 6:1 |
| Победник  | 2.  | 2021.  | ОП Аустралије (2) | Тврда   | Барбора Крејчикова | Саманта Стосур Метју Ебден  | 6:1, 6:4      |

## Финала завршног првенства сезоне

### Парови: 2 (0:2)
| Исход     | Бр. | Година | Турнир | Подлога   | Партнер      | Противници               | Резултат         |
| --------- | --- | ------ | ------ | --------- | ------------ | ------------------------ | ---------------- |
| Финалиста | 1.  | 2016.  | Лондон | Тврда (д) | Равен Класен | Хенри Континен Џон Пирс  | 6:2, 1:6, [8:10] |
| Финалиста | 2.  | 2021.  | Торино | Тврда (д) | Џо Салисбери | Пјер-Иг Ербер Никола Маи | 4:6, 6:7(0:7)    |

## Финала АТП мастерс 1000 серије

### Парови: 6 (4:2)
| Исход     | Бр. | Година | Турнир       | Подлога   | Партнер          | Противници                        | Резултат              |
| --------- | --- | ------ | ------------ | --------- | ---------------- | --------------------------------- | --------------------- |
| Финалиста | 1.  | 2016.  | Мајами       | Тврда     | Равен Класен     | Пјер-Иг Ербер Никола Маи          | 7:5, 1:6, [7:10]      |
| Победник  | 1.  | 2017.  | Индијан Велс | Тврда     | Равен Класен     | Лукаш Кубот Марсело Мело          | 6:7(1:7), 6:4, [10:8] |
| Победник  | 2.  | 2018.  | Париз        | Тврда (д) | Марсел Гранољерс | Жан-Жилијен Ројер Орија Текау     | 6:4, 6:4              |
| Финалиста | 2.  | 2021.  | Рим          | Шљака     | Џо Салисбери     | Никола Мектић Мате Павић          | 4:6, 6:7(4:7)         |
| Победник  | 3.  | 2021.  | Торонто      | Тврда     | Џо Салисбери     | Никола Мектић Мате Павић          | 6:3, 4:6, [10:3]      |
| Победник  | 4.  | 2022.  | Монте Карло  | Шљака     | Џо Салисбери     | Хуан Себастијан Кабал Роберт Фара | 6:4, 3:6, [10:7]      |

## Мечеви за олимпијске медаље

### Мешовити парови: 1 (0:1)
| Исход  | Година | Турнир                 | Подлога | Партнерка      | Противници                 | Резултат              |
| ------ | ------ | ---------------------- | ------- | -------------- | -------------------------- | --------------------- |
| Сребро | 2016.  | Олимпијске игре у Рију | Тврда   | Винус Вилијамс | Бетани Матек Сандс Џек Сок | 7:6(7:3), 1:6, [7:10] |

## АТП финала

### Појединачно: 3 (2:1)
| Легенда                        |
| ------------------------------ |
| Гренд слем турнири (0:0)       |
| Завршно првенство сезоне (0:0) |
| АТП мастерс 1000 (0:0)         |
| АТП 500 (0:0)                  |
| АТП 250 (2:1)                  |

| Финала по подлози |
| ----------------- |
| Тврда (0:1)       |
| Шљака (0:0)       |
| Трава (2:0)       |

| Финала по локацији |
| ------------------ |
| Отворено (2:1)     |
| Дворана (0:0)      |

| Исход     | Бр. | Датум             | Турнир          | Подлога | Противник    | Резултат                |
| --------- | --- | ----------------- | --------------- | ------- | ------------ | ----------------------- |
| Победник  | 1.  | 12. јул 2009.     | Њупорт, САД     | Трава   | Сем Квери    | 6:7(3:7), 7:5, 6:3      |
| Победник  | 2.  | 19. јул 2015.     | Њупорт, САД (2) | Трава   | Иво Карловић | 7:6(7:5), 5:7, 7:6(7:2) |
| Финалиста | 1.  | 21. фебруар 2016. | Делреј Бич, САД | Тврда   | Сем Квери    | 4:6, 6:7(6:8)           |

### Парови: 43 (23:20)
| Легенда                        |
| ------------------------------ |
| Гренд слем турнири (2:1)       |
| Завршно првенство сезоне (0:2) |
| АТП мастерс 1000 (4:2)         |
| АТП 500 (4:3)                  |
| АТП 250 (13:12)                |

| Финала по подлози |
| ----------------- |
| Тврда (17:13)     |
| Шљака (2:3)       |
| Трава (4:4)       |

| Финала по локацији |
| ------------------ |
| Отворено (17:15)   |
| Дворана (6:5)      |

| Исход     | Бр. | Датум               | Турнир                    | Подлога   | Партнер             | Противници                             | Резултат                   |
| --------- | --- | ------------------- | ------------------------- | --------- | ------------------- | -------------------------------------- | -------------------------- |
| Финалиста | 1.  | 28. август 2005.    | Њу Хејвен, САД            | Тврда     | Боби Рејнолдс       | Гастон Етлис Мартин Родригез           | 4:6, 3:6                   |
| Победник  | 1.  | 11. јануар 2009.    | Ченај, Индија             | Тврда     | Ерик Буторак        | Жан-Клод Шерер Станислас Вавринка      | 6:3, 6:4                   |
| Победник  | 2.  | 12. јул 2009.       | Њупорт, САД               | Трава     | Џордан Кер          | Михаел Колман Рогир Васен              | 6:7(6:8), 7:6(9:7), [10:6] |
| Победник  | 3.  | 4. октобар 2009.    | Бангкок, Тајланд          | Тврда (д) | Ерик Буторак        | Гиљермо Гарсија-Лопез Миша Зверев      | 7:6(7:4), 6:3              |
| Победник  | 4.  | 25. јул 2010.       | Атланта, САД              | Тврда     | Скот Липски         | Рохан Бопана Кристоф Влиген            | 6:3, 6:7(4:7), [12:10]     |
| Финалиста | 2.  | 6. фебруар 2011.    | Јоханезбург, ЈАР          | Тврда     | Скот Липски         | Џејмс Серетани Адил Шамасдин           | 3:6, 6:3, [7:10]           |
| Победник  | 5.  | 14. фебруар 2011.   | Сан Хозе, САД             | Тврда (д) | Скот Липски         | Алехандро Фаља Гзавје Малис            | 6:4, 4:6, [10:8]           |
| Победник  | 6.  | 27. фебруар 2011.   | Делреј Бич, САД           | Тврда     | Скот Липски         | Кристофер Кас Александер Пеја          | 4:6, 6:4, [10:3]           |
| Победник  | 7.  | 23. септембар 2012. | Санкт Петербург, Русија   | Тврда (д) | Ненад Зимоњић       | Лукаш Лацко Игор Зеленај               | 6:2, 4:6, [10:6]           |
| Финалиста | 3.  | 13. јул 2014.       | Њупорт, САД               | Трава     | Јонатан Ерлих       | Крис Гучиони Лејтон Хјуит              | 5:7, 4:6                   |
| Победник  | 8.  | 21. јун 2015.       | Хале, Немачка             | Трава     | Равен Класен        | Рохан Бопана Флорин Мерђа              | 7:6(7:5), 6:2              |
| Финалиста | 4.  | 4. октобар 2015.    | Куала Лумпур, Малезија    | Тврда (д) | Равен Класен        | Трит Хјуи Хенри Континен               | 6:7(4:7), 2:6              |
| Финалиста | 5.  | 2. април 2016.      | Мајами, САД               | Тврда     | Равен Класен        | Пјер-Иг Ербер Никола Маи               | 7:5, 1:6, [7:10]           |
| Финалиста | 6.  | 21. мај 2016.       | Женева, Француска         | Шљака     | Равен Класен        | Стив Џонсон Сем Квери                  | 4:6, 1:6                   |
| Победник  | 9.  | 19. јун 2016.       | Хале, Немачка (2)         | Трава     | Равен Класен        | Лукаш Кубот Александер Пеја            | 7:6(7:5), 6:2              |
| Победник  | 10. | 2. октобар 2016.    | Ченгду, Кина              | Тврда     | Равен Класен        | Пабло Карењо Буста Маријуш Фирстенберг | 7:6(7:2), 7:5              |
| Финалиста | 7.  | 9. октобар 2016.    | Токио, Јапан              | Тврда     | Равен Класен        | Марсел Гранољерс Марћин Матковски      | 2:6, 6:7(4:7)              |
| Финалиста | 8.  | 20. новембар 2016.  | Лондон, Велика Британија  | Тврда (д) | Равен Класен        | Хенри Континен Џон Пирс                | 6:2, 1:6, [8:10]           |
| Победник  | 11. | 26. фебруар 2017.   | Делреј Бич, САД (2)       | Тврда     | Равен Класен        | Трит Хјуи Макс Мирни                   | 7:5, 7:5                   |
| Победник  | 12. | 19. март 2017.      | Индијан Велс, САД         | Тврда     | Равен Класен        | Лукаш Кубот Марсело Мело               | 6:7(1:7), 6:4, [10:8]      |
| Финалиста | 9.  | 17. јун 2017.       | Хертогенбос, Холандија    | Трава     | Равен Класен        | Лукаш Кубот Марсело Мело               | 3:6, 4:6                   |
| Победник  | 13. | 22. јул 2017.       | Њупорт, САД (2)           | Трава     | Ајсам-ул-Хак Куреши | Мет Рид Џон-Патрик Смит                | 6:4, 4:6, [10:7]           |
| Победник  | 14. | 1. октобар 2017.    | Шенџен, Кина              | Тврда     | Александер Пеја     | Никола Мектић Николас Монро            | 6:3, 6:2                   |
| Победник  | 15. | 6. мај 2018.        | Минхен, Немачка           | Шљака     | Иван Додиг          | Никола Мектић Александер Пеја          | 6:3, 7:5                   |
| Финалиста | 10. | 26. мај 2018.       | Женева, Швајцарска (2)    | Шљака     | Иван Додиг          | Оливер Марах Мате Павић                | 6:3, 6:7(3:7), [9:11]      |
| Финалиста | 11. | 30. јул 2018.       | Атланта, САД              | Тврда     | Рајан Харисон       | Николас Монро Џон-Патрик Смит          | 6:3, 6:7(5:7), [8:10]      |
| Финалиста | 12. | 30. септембар 2018. | Шенџен, Кина              | Тврда     | Роберт Линдстет     | Бен Маклаклан Џо Салисбери             | 6:7(5:7), 6:7(4:7)         |
| Победник  | 16. | 21. октобар 2018.   | Москва, Русија            | Тврда (д) | Остин Крајичек      | Макс Мирни Филип Освалд                | 7:6(7:4), 6:4              |
| Победник  | 17. | 4. новембар 2018.   | Париз, Француска          | Тврда (д) | Марсел Гранољерс    | Жан-Жилијен Ројер Орија Текау          | 6:4, 6:4                   |
| Финалиста | 13. | 6. јануар 2019.     | Бризбејн, Аустралија      | Тврда     | Џо Салисбери        | Маркус Данијел Весли Колхоф            | 4:6, 6:7(6:8)              |
| Победник  | 18. | 2. март 2019.       | Дубаи, УАЕ                | Тврда     | Џо Салисбери        | Бен Маклаклан Јан-Ленард Штруф         | 7:6(7:4), 6:3              |
| Финалиста | 14. | 23. јун 2019.       | Лондон, В. Британија      | Трава     | Џо Салисбери        | Фелисијано Лопез Енди Мари             | 6:7(6:8), 7:5, [5:10]      |
| Финалиста | 15. | 20. октобар 2019.   | Антверпен, Белгија        | Тврда (д) | Џо Салисбери        | Кевин Кравиц Андреас Мис               | 6:7(1:7), 3:6              |
| Победник  | 19. | 27. октобар 2019.   | Беч, Аустрија             | Тврда (д) | Џо Салисбери        | Лукаш Кубот Марсело Мело               | 6:4, 6:7(5:7), [10:5]      |
| Победник  | 20. | 2. фебруар 2020.    | Мелбурн, Аустралија       | Тврда     | Џо Салисбери        | Макс Персел Лук Савил                  | 6:4, 6:2                   |
| Финалиста | 16. | 21. фебруар 2021.   | Мелбурн, Аустралија       | Тврда     | Џо Салисбери        | Иван Додиг Филип Полашек               | 3:6, 4:6                   |
| Финалиста | 17. | 16. мај 2021.       | Рим, Италија              | Шљака     | Џо Салисбери        | Никола Мектић Мате Павић               | 4:6, 6:7(4:7)              |
| Финалиста | 18. | 25. јун 2021.       | Истборн, Велика Британија | Трава     | Џо Салисбери        | Никола Мектић Мате Павић               | 4:6, 3:6                   |
| Победник  | 21. | 15. август 2021.    | Торонто, Канада           | Тврда     | Џо Салисбери        | Никола Мектић Мате Павић               | 6:3, 4:6, [10:3]           |
| Победник  | 22. | 10. септембар 2021. | Њујорк, САД               | Тврда     | Џо Салисбери        | Џејми Мари Бруно Соарес                | 3:6, 6:2, 6:2              |
| Финалиста | 19. | 31. октобар 2021.   | Беч, Аустрија             | Тврда (д) | Џо Салисбери        | Хуан Себастијан Кабал Роберт Фара      | 4:6, 2:6                   |
| Финалиста | 20. | 21. новембар 2021.  | Торино, Италија           | Тврда (д) | Џо Салисбери        | Пјер-Иг Ербер Никола Маи               | 4:6, 6:7(0:7)              |
| Победник  | 23. | 17. април 2022.     | Монте Карло, Монако       | Шљака     | Џо Салисбери        | Хуан Себастијан Кабал Роберт Фара      | 6:4, 3:6, [10:7]           |